# Pernille Frahm
Pernille Maria Frahm (født 1. april 1954 i Hillerød) er en dansk lærer og  tidligere medlem af Folketinget og Europa-Parlamentet, valgt for Socialistisk Folkeparti.
Pernille Frahm blev folketingsmedlem første gang for Københavns Amtskreds fra 12. december 1990-20. september 1994 og for Vestre Storkreds fra 11. marts 1998-19. juli 1999. I juli 1999 blev hun valgt til Europa-Parlamentet, hvor hun sad til 2004. 13. november 2007 blev hun atter valgt til Folketinget, denne gang for Østjyllands Storkreds. Ved Folketingsvalget 2011 opnåede hun ikke genvalg. I 2012 stoppede hun som Folketingskandidat.
Hun er datter af lektor Christian Frahm og børnehaveleder Eva Bodil Frahm, har gået på Søborg Skole, Den lille skole i Nygade (Åbenrå), Den lille skole på Gammelmosevej, Ølstykke Centralskole, Højby Centralskole (Odense), Bøgehøjskolen, Odense Friskole og Mulernes Legatskole, Odense. Student fra Lyngby Statsskole 1975. Hun har lærereksamen fra Frederiksberg Seminarium 1978 og har arbejdet som lærer ved Skolen for Musik & Teater 1995-1997, på Skolen på Gasværksvej 1997 og Maglegårdsskolen 1998.
Pernille Frahm har været opstillet til Folketinget i Gentoftekredsen 1990-1992, i Rødovrekredsen og Herlevkredsen 1992-1996 og i Vesterbrokredsen fra 1996. Frahm var ved folketingsvalget i 2007 opstillet i Århus Østkredsen, og var indtil 2012 opstillet i Hvidovrekredsen.
23. april 2008 stemte Pernille Frahm (sammen med Eigil Andersen, Jonas Dahl og Kristen Touborg) imod Lissabon-traktaten og dermed imod Socialistisk Folkepartis partilinje.